# Dret a la sexualitat
El dret a la sexualitat és tot aquell dret que concerneix la sexualitat de les persones. La sexualitat és una de les manifestacions humanes que més ha patit la repressió i la manipulació.
Per tal que tinguin una àmplia validesa cal que recullin tota la problemàtica que pot limitar-los, i la Declaració de Drets Sexuals feta per l'Associació Mundial de Sexologia el dret a la llibertat sexual, el dret a l'autonomia, la integritat i la seguretat sexual del cos, el dret a la privadesa sexual, el dret a l'equitat sexual, el dret al plaer sexual, el dret a l'expressió sexual emocional, el dret a la lliure associació sexual, el dret a la presa de decisions reproductives lliures i responsables, el dret a la informació sexual basada en el coneixement científic, el dret a l'educació sexual integral, el dret a l'atenció de la salut sexual.
Actualment, al món occidental i sobre el paper, en teoria tenen a veure amb el gaudiment d'una sexualitat plena, satisfactòria i en qualsevol etapa de la vida. Un dret sexual de recent adquisició, i llargament reivindicat, és el que té relació amb la possibilitat de contraure matrimoni i d'adoptar nens per part de parelles homosexuals. Hi ha, però, un seguit de drets sexuals que no estan reconeguts i pràctiques que algunes persones, comunitats o societats consideren "perversions". En alguns països la sodomia, l'homosexualitat o l'adulteri són penalitzables per llei, fins i tot amb pena de mort.
Per tots aquests motius hi ha hagut diferents intents de consensuar una declaració de drets sexuals que fóra vàlida de forma el més universal possible.

## Història recent

### Anys 70 del segle XX
L'any 1976 els grups feministes organitzen una campanya a nivell estatal, en la que s'exigeix l'Amnistia per a les dones condemnades pels anomenats “delictes específics”, entre els quals es trobava l'avortament, en estar totalment penalitzat. A les 
presons hi ha dones per haver avortat. L'any 1977 el moviment feminista realitza una campanya per la legalització dels 
anticonceptius, per una sexualitat lliure i pel dret a l'avortament.
L'any 1978 els grups feministes critiquen el text constitucional, entre altres aspectes, per l'article 15, en considerar que dificultarà el reconeixement ple del dret a l'avortament. L'article 15 estableix: “Tots tenen dret a la vida i a la integritat física i moral sense que, en cap cas, puguin ser sotmesos a tortura, ni a penes o tractes inhumans o degradants. Queda abolida la pena de mort, excepte el que puguin disposar les lleis militars en els temps de guerra”.
Es realitza una campanya en què s'explica la crítica del moviment al text Constitucional. El mateix any es despenalitzen els anticonceptius.
L'any 1979, en el marc de les eleccions municipals, les plataformes reivindicatives del moviment plantegen: 
1. Avortament lliure i gratuït a càrrec de la Seguretat Social per sol·licitud de la mateixa dona, sense discriminació per motiu d'edat o estat civil.
2. Anticonceptius lliures i gratuïts a càrrec de la Seguretat Social per a homes i dones i investigació de nous mètodes.
3. Centres d'informació sexual controlats per les interessades.
4. Amnistia per als delictes específics de la dona.
5. No a la Llei de Perillositat Social.[2]

El mateix 1979 es dona a conèixer el processament, a Bilbao, a 10 dones i un home acusats de la pràctica d'avortaments.
A iniciativa de l'Assemblea de Dones de Biscaia, el moviment feminista de l'Estat espanyol inicia una campanya pel sobreseïment del judici, l'amnistia per a les 11 dones de Bilbao, l'avortament lliure i gratuït.Després de diverses suspensions, es realitza el judici en 1982. Durant eixos anys el moviment desplega una intensa activitat aconseguint generar un debat social i col·locant l'avortament en l'agenda pública.

### Anys 80 de segle XX
Les activitats que es realitzen són de molt diversa naturalesa: manifestacions, tancament en Ajuntaments, en els Jutjats, mocions en Ajuntaments, edició de diferents materials; xerrades, meses rodones, Jornades. Iniciativa com la recollida de firmes de 1.300 dones polítiques, cantants, artistes, periodistes que declaren: “Jo també he avortat”, i les firmes d'homes declarant: “Jo he col·laborat facilitant una adreça perquè pogueren avortar”. En 1980 la policia deté les i els treballadors del Centre de Planificació Familiar “Los Naranjos”, de Sevilla, acusats de practicar avortaments. S'arrepleguen 1.500 autoinculpacions d'haver avortat en el Centre i es lliuren als Jutjats de Sevilla. S'arrepleguen 28.000 firmes que sol·liciten la legalització de 
l'avortament. En novembre de 1986 se celebra el judici.
El 1981 es realitzen a Sevilla les Jornades Feministes Internacionals per la legalització de l'avortament en suport dels processats de “Los Naranjos”, i al desembre del mateix any, les Jornades estatals pel dret a l'avortament, organitzades per la Coordinadora Estatal d'Organitzacions Feministes es realitzen en desembre de 1981 a Madrid. En aquestes Jornades s'aprofundeix en el discurs feminista sobre l'avortament. La crítica al model sexual dominant, la reivindicació del propi cos, i el dret de les dones a decidir fonamenten l'exigència feminista. S'estableix l'exigència de la legalització de l'avortament com a estratègia i la pràctica d'avortaments per part del moviment com a forma de pressió i denúncia front a la il·legalitat de l'avortament. L'any 1982 la Coordinadora Estatal d'Organitzacions Feministes elabora un projecte de Llei sobre l'avortament. L'any 1983 es fa públic el projecte de llei de l'avortament del govern socialista. Alianza Popular presenta un recurs d'inconstitucionalitat acollint-se al “tots tenen dret a la vida” de la Constitució.
L'11 d'abril de 1985 el Tribunal Constitucional dicta la Sentència i en juliol de 1985 entra en vigor l'actual despenalització parcial de l'avortament. Les comissions pro-dret a l'avortament i gran part de les organitzacions feministes rebutgen el projecte del govern per limitat, al mantenir la seva consideració penal excepte en tres supòsits i no garantir la seva realització en la xarxa sanitària pública. En febrer d'aquest any, el 1985, la comissió pro-dret a l'avortament de Madrid 
organitza una marxa de torxes en protesta per les detencions de dones i professionals sanitaris, es lliura un manifest en el que s'exigeix l'avortament “lliure i gratuït”.
En maig d'aquest any (1985) se celebren, de forma simultània a tot l'Estat espanyol, manifestacions convocades per les organitzacions feministes i amb el suport de molt diversos col·lectius socials, professionals i polítics Al mateix any (1985) es realitzen les Jornades Feministes Estatals organitzades per la Coordinadora Estatal d'Organitzacions Feministes. Es realitzen a Barcelona: es practiquen dos avortaments als locals de les Jornades,“il·legals” que es fan públics i 
tenen un important impacte en la premsa, i es reivindica el dret a l'avortament “lliure i gratuït”.
L'any 1986, la campanya “Estem fent avortaments”organitzada per la Coordinadora Estatal d'Organitzacions Feministes. Es fa pública en conferències simultànies a diverses ciutats (Barcelona, Oviedo, Corunya, Bilbao, Pamplona, Madrid, Tarragona, 
Cantàbria) la pràctica d'avortaments per part de grups feministes, com a forma de denúncia de la situació i els límits de la llei. Al desembre d'aquest any (1986) se celebra a Madrid el “Tribunal contra les agressions al dret a l'avortament” organitzat per la Coordinadora Estatal d'Organitzacions Feministes, amb la participació de 3.000 dones. Se’n publiquen els testimonis, les conclusions i el veredicte del Tribunal.
Des de l'any 1981 fins al 1990 es produeix una cadena de detencions, judicis i condemnes a dones i a professionals que practiquen avortaments: Barcelona, Astúries, Cantàbria, Ourense, Canàries, Valladolid, Salamanca, Madrid, València, 
Alacant, Elx, Albacete, Màlaga, Granada, Sevilla, Múrcia, Càceres, Saragossa. En alguns casos, com a València, Màlaga, Madrid, les i els professionals arriben a ingressar en presó.
Els grups feministes de cada ciutat encapçalen campanyes contra els judicis i per una Llei d'avortament “lliure i gratuït”, que compten amb el suport actiu de la resta del moviment feminista.
El gener de 1990 se celebra un judici a professionals sanitaris acusats d'haver practicat un avortament en un hospital públic, per una organització “pro-vida”. A partir d'aquest judici no s'ha tornat a practicar cap avortament a Pamplona, donada la 
situació d'indefensió en què es van trobar les i els professionals. L'any 2000 es duen a termes les Jornades Feministes “Feminismo.es…. y será” celebrades a Còrdova, es van plantejar noves reflexions i propostes en la defensa del dret a l'avortament, en el marc de la ponència presentada conjuntament pels grups “Dona i Salut” (Barcelona) i l'Assemblea Feminista de Madrid.